# Peronanthus verrucellae
Peronanthus verrucellae is een zeeanemonensoort uit de familie Actinostolidae.
Peronanthus verrucellae is voor het eerst wetenschappelijk beschreven door Hiles in 1899.